# FSV Sömmerda
FSV Sömmerda is een Duitse voetbalclub uit Sömmerda, Thüringen.

## Geschiedenis
De club werd in 1945 opgericht en is de opvolger van VfB Sömmerda dat in 1911 werd opgericht. De spelers van VfB richtten in 1946 SG Sömmerda op. In 1948 bereikte de club de halve finale om de Thüringer titel en kwalificeerde zich zo voor het eerste Ostzonekampioenschap. Hierin verloor de club al meteen van Sportfreunde Burg. In 1948 nam machinefabriek Rheinmetall de club over en zo werd de naam SG Rheinmetall Sömmerda. De club speelde in de Landesliga Thüringen en vanaf 1952 in de Bezirksliga Erfurt. In 1950 werd de club een BSG, naar het nieuwe DDR-sportsysteem en nam de naam BSG Mechanik aan en in 1951 BSG Motor.
In 1956 werd de club kampioen en promoveerde na een eindronde naar de II. DDR-Liga. Na vier seizoenen degradeerde de club weer. Nadat de II. DDR-Liga in 1963 ontbonden werd volstond een tiende plaats in de Bezirksliga niet en de club degradeerde nogmaals. Na één seizoen promoveerde de club weer en eindigde de volgende jaren in de middenmoot tot in 1970 de titel volgde. In de eindronde om promotie werd de club slechts vijfde en bleef in de Bezirksliga. Ook het volgende seizoen werd de club kampioen en promoveerde nu rechtstreeks omdat de DDR-Liga uitgebreid werd. De club nam nu ook de nieuwe naam BSG Zentronik Sömmerda aan. De club werkte samen met Oberligaclub FC Rot-Weiß Erfurt dat enkele spelers uitleende aan de club. Hierdoor kon Sömmerda tot 1979 in de DDR-Liga blijven en de beste plaats was in 1975/76 toen ze vierde werden.
Na een voorlaatste plaats in 1978/79 degradeerde de club terug naar de derde klasse. Een jaar eerder was de naam gewijzigd in BSG Robotron Sömmerda. Na vier seizoenen kon de club terugkeren naar de DDR-Liga. De club eindigde op een vierde plaats en daarmee verzekerden ze zich van het behoud van de DDR-Liga werd van vijf reeksen naar twee herleid. De concurrentie werd nu echter een stuk groter en het volgende seizoen degradeerde de club. Het volgende seizoen werd de club weer kampioen, maar slaagde er via de eindronde niet in te promoveren, dit lukte het volgende seizoen wel. De volgende jaren bleef de club in de DDR-Liga.
Na de Duitse hereniging werden de BSG’s ontbonden. De club werd zelfstandig onder de naam FSV Robotron Sömmerda en veranderde al snel de naam in FSV Soemtron Sömmerda. Nadat het voormalige bureaumachinebedrijf ontbonden werd nam de club de huidige naam FSV Sömmerda aan. In 1992 degradeerde de club naar de Thüringenliga en degradeerde ook daaruit in 1994. De club zakte weg naar de lagere reeksen van het Thüringse voetbal.